# نواة الدماغ المتوسط للعصب ثلاثي التوائم
نواة الدماغ المتوسط للعصب ثلاثي التوائم (بالإنجليزية: Mesencephalic nucleus of trigeminal nerve)‏ تشارك الأعصاب القحفية في التمركز بالوجه والتحكم في الشعور وحركات العضلات. على عكس العديد من النوى الأخرى داخل الجهاز العصبي المركزي (CNS)، نواة الدماغ الأوسط لا تحتوي على نقاط الاشتباك العصبي الكيميائي ولكن يقترن ويتصل بها كهربائيا. الخلايا العصبية من هذه النواة هي خلايا أحادية القطب تتلقى معلومات حساسية من الفك السفلي وترسل إسقاطات إلى نواة الاجهزة الثلاثية التوائم (Trigeminal motor nucleus) لتتدخل بردود الفعل النفاذية الفك في أحادية الشبكية. وهي أيضا تعد الهيكل الوحيد في الجهاز العصبي المركزي الذي يحتوي هيئات الخلية من وارد الرئيسي، والتي عادة ما تستقبل داخل العقد (مثل عقدة التوائم العقدية)(Trigeminal ganglion).

## الأهمية السريرية
أي خلل قد يصيب نواة الدماغ المتوسط للعصب ثلاثي التوائم قد يسبب العجز في الحس والحركة.

## وصلات خارجية
- Washington University